# RAC Tourist Trophy 1938
Le RAC Tourist Trophy 1938 est la 17e édition de la course automobile annuelle du Royal Automobile Club d'Angleterre. Elle a eu lieu le 3 septembre 1938 à Donington Park, en Angleterre.

## Catégories et distances à parcourir
En fonction de leurs catégories respectives, les pilotes avaient à faire un nombre différent de tours à parcourir. Celui qui parcourait en premier le total des tours qui lui est imparti remporte l'épreuve.
| Catégorie | Cylindrées    | Tours |
| --------- | ------------- | ----- |
| A         | Plus de 8,0 l | 100   |
| B         | 5,0–8,0 l     | 100   |
| C         | 3,0–5,0 l     | 100   |
| D         | 2,0–3,0 l     | 100   |
| E         | 1,5–2,0 l     | 100   |
| F         | 1,1–1,5 l     | 100   |
| G         | 0,75–1,1 l    | 100   |
| H         | 0,5–0,75 l    | 100   |

## Classement de la course
| Pos. | no | Pilote                                     | Voiture                  | Écurie                                 | Tours | Temps / Abandon                  | Catégorie      |
| ---- | -- | ------------------------------------------ | ------------------------ | -------------------------------------- | ----- | -------------------------------- | -------------- |
| 1    | 8  | Louis Gérard                               | Delage D6-70             | Louis Gérard                           | 100   | 4 h 31 min 50 s 0 (108,808 km/h) | D (2,0–3,0 l)  |
| 2    | 18 | Jock Horsfall                              | Aston Martin Speed Model | R. Gordon Sutherland/Aston Martin Ltd. | 100   | 4 h 35 min 2 s 0                 | E (1,5–2,0 l)  |
| 3    | 3  | Philippe Étancelin                         | Talbot-Lago T26          | A. Lago/Automobiles Talbot             | 100   | 4 h 36 min 4 s 000               | C (3,0–5,0 l)  |
| 4    | 4  | René Carrière                              | Talbot-Lago T26          | A. Lago/Automobiles Talbot             | 100   | 4 h 36 min 28 s 0                | C (3,0–5,0 l)  |
| 5    | 5  | Anthony C. Lace Ian Connell                | Talbot-Lago T150C        | A. C. Lace                             | 100   | 4 h 36 min 50 s 0                | C (3,0–5,0 l)  |
| 6    | 24 | J.F. Gee                                   | Riley TT Sprite          | J. F. Gee                              | 100   | 4 h 41 min 42 s 0                | F (1,1–1,5 l)  |
| 7    | 31 | Jean Breillet                              | Simca 8-Fiat             | Amédée Gordini                         | 100   | 4 h 42 min 11 s 0                | G (0,75–1,1 l) |
| 8    | 37 | John Donald Barnes                         | Singer                   | F. Stanley Barnes                      | 100   | 4 h 42 min 32 s 0                | G (0,75–1,1 l) |
| 9    | 33 | Cuth Harrison                              | Riley Ulster Imp 9       | T. C. Harrison                         | 100   | 4 h 42 min 58 s 0                | G (0,75–1,1 l) |
| 10   | 11 | Harold John Aldington                      | BMW 328                  | H.J. Aldington                         | 100   | 4 h 45 min 4 s 0                 | E (1,5–2,0 l)  |
| 11   | 12 | A.F.P. Fane                                | BMW 328                  | H.J. Aldington                         | 100   | 4 h 46 min 47 s 0                | E (1,5–2,0 l)  |
| 12   | 38 | J.F.A. Clough                              | Singer                   | J.F.A. Clough                          | 99    | 4 h 45 min 32 s 0                | G (0,75–1,1 l) |
| 13   | 17 | Peter Aitken George Harvey-Noble           | BMW 328 Frazer Nash      | Hon. P. Aitken                         | 99    | 4 h 45 min 35 s 0                | E (1,5–2,0 l)  |
| 14   | 22 | Bob Gerard                                 | Riley TT Sprite          | F.R. Gerard                            | 99    | 4 h 46 min 22 s 2                | F (1,1–1,5 l)  |
| 15   | 23 | A. Daunt Bateman                           | Riley TT Sprite          | F.R. Gerard                            | 99    | 4 h 46 min 22 s 6                | F (1,1–1,5 l)  |
| 16   | 20 | Werner Hillegaart Guy Robins               | HRG                      | Werner Hillegaart                      | 98    | 4 h 45 min 52 s 0                | F (1,1–1,5 l)  |
| 17   | 25 | J. Elliott                                 | Triumph Dolomite         | J. Elliott                             | 97    | 4 h 43 min 52 s 0                | F (1,1–1,5 l)  |
| 18   | 21 | Marcus Chambers                            | HRG-Meadows              | P.C.T. Clark                           | 96    | 4 h 44 min 34 s 0                | F (1,1–1,5 l)  |
| 19   | 35 | J.R. Weir Peter R. Monkhouse               | MG Magnette K3           | J.R. Weir                              | 96    | 4 h 45 min 20 s 0                | G (0,75–1,1 l) |
| 20   | 7  | T.A.S.O. Mathieson                         | Bugatti Type 57S         | T.A.S.O. Mathieson                     | 96    | 4 h 45 min 34 s 0                | C (3,0–5,0 l)  |
| 21   | 15 | Richard Seaman                             | BMW 328 Frazer Nash      | H.J. Aldington                         | 95    | 4 h 45 min 23 s 0                | E (1,5–2,0 l)  |
| 22   | 14 | Prince Bira                                | BMW 328                  | H.J. Aldington                         | 94    | 4 h 44 min 1 s 0                 | E (1,5–2,0 l)  |
| 23   | 39 | Dorothy Stanley-Turner Elsie Wisdom        | MG PB                    | Miss D.M.M. Stanley Turner             | 94    | 4 h 45 min 33 s 0                | G (0,75–1,1 l) |
| 24   | 29 | Henry Laird                                | Morgan-Climax            | H.F.S. Morgan                          | 93    | 4 h 43 min 53 s 0                | G (0,75–1,1 l) |
| 25   | 6  | Freddy E. Clifford Mortimer Morris-Goodall | Talbot-Lago T150C        | F.E. Clifford                          | 91    | 4 h 45 min 39 s 0                | C (3,0–5,0 l)  |
| 26   | 36 | Tommy Wisdom                               | Singer                   | F. Stanley Barnes                      | 86    | 4 h 46 min 32 s 0                | G (0,75–1,1 l) |
| Abd. | 16 | David Murray                               | BMW 328 Frazer Nash      | D.H. Murray                            | 74    | Tuyau d'essence                  | E (1,5–2,0 l)  |
| Abd. | 28 | Angelo Marelli                             | Lancia Aprilia           | Count Giovanni Lurani                  | 67    | Freins                           | F (1,1–1,5 l)  |
| Abd. | 32 | Michael W. B. May                          | Fiat 1100                | V.H. Tuson                             | 49    | Freins                           | G (0,75–1,1 l) |
| Abd. | 27 | Eugenio Minetti                            | Lancia Aprilia           | Count Giovanni Lurani                  | 42    | Freins                           | F (1,1–1,5 l)  |
| Abd. | 30 | Amédée Gordini                             | Simca 8-Fiat             | Amédée Gordini                         | 42    | Freins                           | G (0,75–1,1 l) |
| Np.  |    | Cuddon-Fletcher                            | Jaguar SS100             |                                        |       |                                  | D (2,0–3,0 l)  |
| Np.  |    | Franco Cortese                             | Alfa Romeo               |                                        |       |                                  | D (2,0–3,0 l)  |